# Eleição municipal de Teresina em 2008
A eleição municipal da cidade brasileira em Teresina em 2008 aconteceu em 5 de outubro, como parte das eleições nos 26 estados brasileiros. No Piauí foram eleitos prefeitos, vice-prefeitos e vereadores em 224 municípios.
Cinco candidatos disputaram o Palácio da Cidade, mas a vitória coube ao prefeito Silvio Mendes, que foi reeleito segundo as regras da Emenda Constitucional nº 16 de 4 de junho de 1997, que garantiu ao titular o direito a pleitear a recondução estando no exercício do cargo executivo. O resultado apontou que Silvio Mendes estabeleceu o recorde de votação tanto em termos absolutos quanto proporcionais considerando o retorno das eleições diretas para prefeito em 1985. Esse fato fez dele o segundo prefeito de Teresina a ser reeleito a exemplo do ocorrido com Firmino Filho em 2000. Na mesma ocasião Elmano Férrer tornou-se o primeiro vice-prefeito a ser reeleito e em 31 de março de 2010 assumiu quando o titular renunciou para disputar o governo do estado sendo derrotado em segundo turno pelo governador Wilson Martins.
Foram eleitos vinte e um vereadores.

## Candidatos
|  | Nº | Candidato(a) a prefeito | Candidato(a) a prefeito                               | Candidato(a) a vice-prefeito | Candidato(a) a vice-prefeito                             | Coligação |
|  | -- | ----------------------- | ----------------------------------------------------- | ---------------------------- | -------------------------------------------------------- | --- |
|  | 13 |                         | Nazareno Fonteles (PT) José Nazareno Cardeal Fonteles |                              | Marcos Silva (PMDB) Marcos Tavares Silva                 | Teresina quer muito mais - Partido dos Trabalhadores (PT) - Partido do Movimento Democrático Brasileiro (PMDB) - Partido Comunista do Brasil (PCdoB) - Partido Democrático Trabalhista (PDT) - Partido Republicano Brasileiro (PRB) - Partido da Mobilização Nacional (PMN) - Partido Socialista Brasileiro (PSB) |
|  | 17 |                         | José Avelar (PSL) José Avela Pereira Costa            |                              | Francisco Vasconcelos (PSC) Francisco Araújo Vasconcelos | Força Popular de Teresina - A verdadeira mudança - Partido Social Liberal (PSL) - Partido Social Cristão (PSC) - Partido Trabalhista do Brasil (PTdoB) |
|  | 21 |                         | Ismar Tavares (PCB) Ismar Tavares e Silva Junior      |                              | Luciana Araújo (PCB) Luciana de Araújo Silva             | Sem coligação - Partido Comunista Brasileiro (PCB) |
|  | 29 |                         | Lourdes Melo (PCO) Maria de Lourdes Soares Melo       |                              | Jane Negreiros (PCO) Jane Mabel Quaresma Negreiros       | Sem coligação - Partido da Causa Operária (PCO) |
|  | 45 |                         | Silvio Mendes (PSDB) Silvio Mendes de Oliveira Filho  |                              | Elmano Férrer (PTB) Elmano Férrer de Almeida             | Teresina cada vez melhor - Partido da Social Democracia Brasileira (PSDB) - Partido Trabalhista Brasileiro (PTB) - Partido Trabalhista Cristão (PTC) - Partido Republicano Progressista (PRP) - Democratas (DEM) - Partido Verde (PV) - Partido Social Democrata Cristão (PSDC) - Partido da República (PR) - Partido Progressista (PP) - Partido Humanista da Solidariedade (PHS) - Partido Trabalhista Nacional (PTN) - Partido Renovador Trabalhista Brasileiro (PRTB) - Partido Popular Socialista (PPS) |
|  | 50 |                         | Alexis Leite (PSOL) José Alexis Bezerra Leite         |                              | Gervásio Santos (PSTU) João Gervásio dos Santos Neto     | Frente de Esquerda Socialista - Partido Socialismo e Liberdade (PSOL) - Partido Socialista dos Trabalhadores Unificado (PSTU) |

## Resultados da eleição para prefeito
Os percentuais atribuídos a cada candidato são calculados segundo o número de votos válidos.
| Silvio Mendes (PSDB)    | Elmano Férrer (PTB)         | 273.065 | 70,36%  |
| Nazareno Fonteles (PT)  | Marcos Silva (PMDB)         | 100.546 | 25,91%  |
| Ismar Tavares (PCB)     | Luciana Araújo (PCB)        | 9.777   | 2,52%   |
| Alexis Leite (PSOL)     | Gervásio Santos (PSTU)      | 2.075   | 0,52%   |
| José Avelar (PSL)       | Francisco Vasconcelos (PSC) | 1.658   | 0,43%   |
| Lourdes Melo (PCO)      | Jane Negreiros (PCO)        | 996     | 0,26%   |
| Total de votos válidos  | Total de votos válidos      | 388.117 | 100,00% |
| Votos apurados          |                             |         |         |
| Votos válidos           | Votos válidos               | 388.117 | 92,87%  |
| Votos em branco         | Votos em branco             | 7.794   | 1,87%   |
| Votos nulos             | Votos nulos                 | 21.993  | 5,26%   |
| Total de votos apurados | Total de votos apurados     | 417.904 | 100,00% |
| Eleitores               |                             |         |         |
| Comparecimento          | Comparecimento              | 417.904 | 85,19%  |
| Abstenções              | Abstenções                  | 72.678  | 14,81%  |
| Total de eleitores      | Total de eleitores          | 490.582 | 100,00% |
| Total de seções: 1.190  |                             |         |         |

## Vereadores eleitos
Coube ao PSDB eleger a maior bancada com seis assentos em vinte e um possíveis cabendo à coligação do prefeito reeleito Silvio Mendes um total de treze vereadores contra oito dos partidos que apoiavam Nazareno Fonteles. As demais coligações não elegeram representantes.
O vereador Firmino Filho estabeleceu o recorde de votação em números absolutos ao obter 19.451 votos.
| Vereadores eleitos   | Partido | Votação | Percentual | Cidade onde nasceu | Unidade federativa |
| Firmino Filho        | PSDB    | 19.451  | 4,89%      | Teresina           | Piauí              |
| Maj. Paulo Roberto   | PRTB    | 7.478   | 1,88%      | Teresina           | Piauí              |
| Teresa Brito         | PV      | 7.241   | 1,82%      | Piripiri           | Piauí              |
| Renato Berger        | PSDB    | 7.120   | 1,79%      | São Paulo          | São Paulo          |
| José Pessoa Leal     | PDT     | 7.056   | 1,78%      | Água Branca        | Piauí              |
| Joninha              | PSDB    | 7.032   | 1,77%      | União              | Piauí              |
| Luiz Lobão           | PMDB    | 6.780   | 1,71%      | Teresina           | Piauí              |
| Elizeu Aguiar        | PTB     | 6.487   | 1,63%      | Teresina           | Piauí              |
| Prof. Zé Nito        | PMDB    | 5.729   | 1,44%      | São Félix do Piauí | Piauí              |
| Edson Melo           | PSDB    | 5.457   | 1,43%      | Teresina           | Piauí              |
| Rodrigo Martins      | PSB     | 5.636   | 1,42%      | Teresina           | Piauí              |
| Urbano Eulálio       | PSDB    | 5.448   | 1,37%      | Picos              | Piauí              |
| Rosário Bezerra      | PT      | 5.366   | 1,35%      | União              | Piauí              |
| José Ferreira        | PSDB    | 5.245   | 1,32%      | Teresina           | Piauí              |
| Ronney Lustosa       | DEM     | 5.637   | 1,31%      | Teresina           | Piauí              |
| Pr. Levino de Jesus  | PRB     | 5.183   | 1,30%      | Salvador           | Bahia              |
| Sgt. R. Silva        | PP      | 4.464   | 1,12%      | Teresina           | Piauí              |
| Décio Solano         | PT      | 4.433   | 1,12%      | Valença do Piauí   | Piauí              |
| Ananias Carvalho     | PV      | 3.964   | 1,00%      | Barras             | Piauí              |
| Cel. Edvaldo Marques | PSB     | 3.827   | 0,96%      | Teresina           | Piauí              |
| Valdemir Virgino     | PTC     | 2.060   | 0,52%      | Parnarama          | Maranhão           |